# Miriam Alves
Miriam Aparecida Alves (6 de novembro de 1952), é escritora, assistente social, professora, ativista e poetisa brasileira. A base de seus trabalhos se deu através do viés da ancestralidade que demonstra através das suas narrativas orais e escritas.

## Biografia
Miriam Aparecida Alves nasceu em 6 de novembro de 1952 na cidade de São Paulo. A escritora começou a se dedicar as suas anotações aos onze anos e depois, aos dezoito, comprou a sua primeira máquina de escrever. A princípio, a autora escrevia por prazer, colocando em suas narrativas tópicos os quais achava essencial no cotidiano.
Mais tarde formou-se em Serviço Social pelo Centro Universitário das Faculdades Metropolitanas Unidas - FMU (1974-1978) e trabalhou como assistente social na cidade de São Paulo. Posteriormente foi supervisora no Departamento de Estágio Supervisionado da mesma universidade (1981-1989) ministrando aulas e palestras. 
Os seus escritos tratam de questões de raça, gênero, diáspora incluindo o padrão de beleza europeu no Brasil e o papel das mulheres na construção social. Tais temas fazem com que a escritora esteja ativamente participante de eventos nacionais e internacionais envoltos aos temas desde o ano de 1980.

## Viagens
Em 2010, ela viajou à escola de português em Middlebury College, onde deu aulas de cultura e literatura brasileira. Devido à sua importância no Quilombhoje, foi convidada a participar como visitante especial na Universidade do Novo México. Também participou nos debates sobre literatura Afro-brasileira e feminismo na University of Texas, na University of Tennessee e na University of Illinois. Devido às suas viagens internacionais, ela foi publicada em antologias como Contemporary Afro-Brazilian Literary Movement nos Estados Unidos; Moving beyond boundaries: International dimension of Black women's writing na Inglaterra; e Schwarze poesie: Poesia Negra na Alemanha.

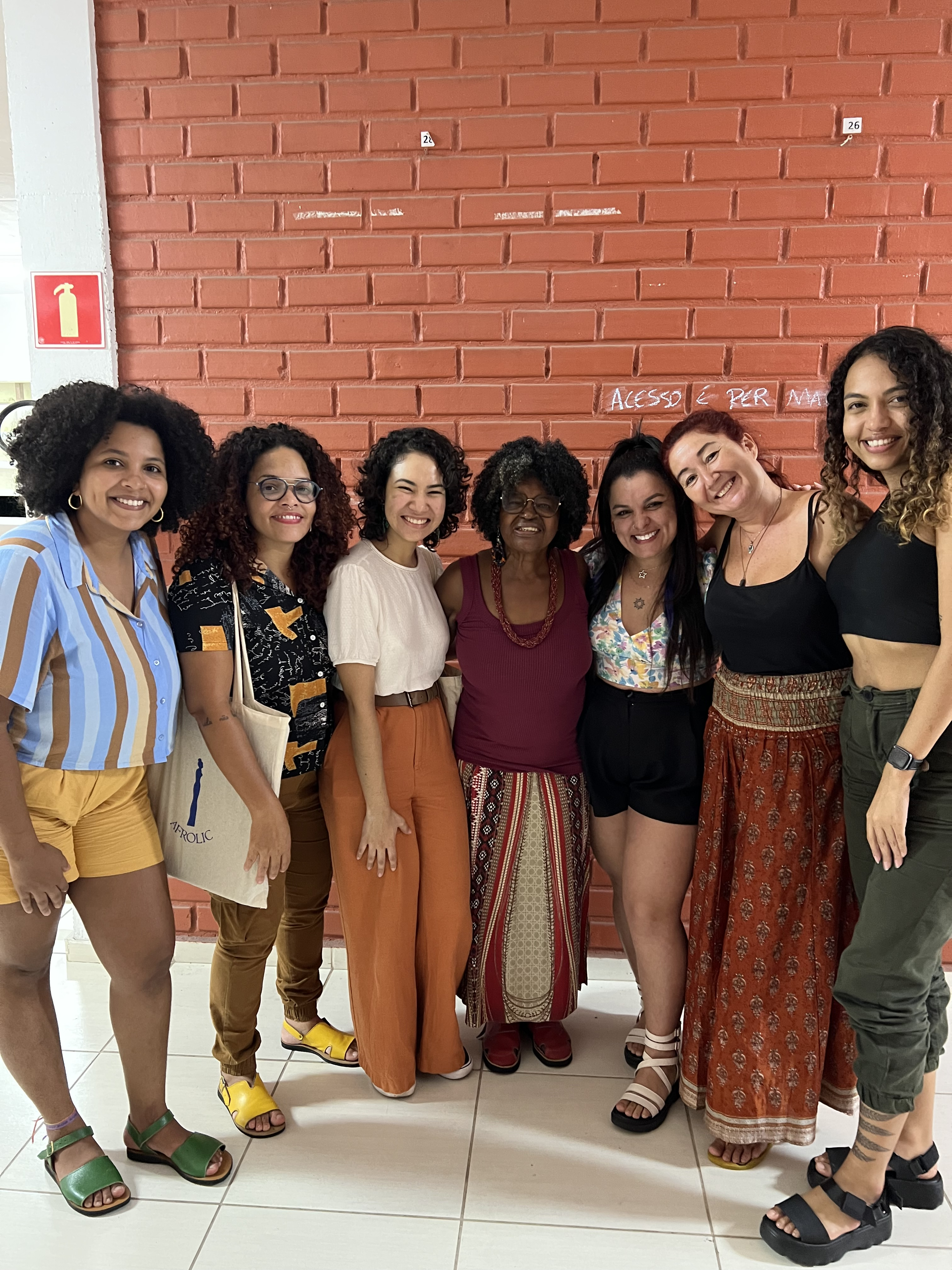
AFROLIC. UFES, Vitória, novembro de 2023.

Em 1996, ela foi palestrante convidada na Conferência Internacional de Escritoras e Acadêmicas Caribenhas na Universidade Internacional da Flórida. Ela também deu uma palestra intitulada A Invisibilidade da Literatura Afro-feminina: de Carolina de Jesus a Nós (1997) no Latin American Speakers Symposium em Nova York. Além disso, ela também apresentou seu obra chamada Resgate (1995) em Viena, Áustria, em novembro de 1995.

## Obras
Miriam Alves teve dificuldades em publicar a sua obra por causa da atmosfera fechada que o Brasil tinha em relação aos escritores Afro-brasileiros. As suas obras não apenas mostraram seu papel como ativista contra a divisão racial, mas também enfatizaram as experiências que ela enfrenta como mulher Afro-brasileira.
Os seus poemas e contos foram incluídos em diversas antologias, incluindo Axé - Antologia Contemporânea da Poesia Negra Brasileira (1982), Razão da Chama (1986) e Moving beyond boundaries: International dimension of Black women's writing (1995). Seu trabalho também apareceu no jornal literária Callaloo. Alves foi uma integrante de Quilombhoje, um grupo de escritores negros que publicou uma série de antologias chamadas Cadernos Negros de 1980 a 1989. Foi editora do volume bilíngue Enfim... Nos, Finally...Us (1995), que foi a primeira obra publicada por um Afro-brasileiro após Quarto de Despejo (1960) pela editora Three Continents Press. Este livro foi uma colaboração de poemas de dezoito escritoras Afro-brasileiras. Editou também Escritoras Negras Brasileiras Contemporâneas e Contemporary Black Brazilian Women Writers, publicados em 1995. Suas obras foram traduzidas para o Inglês e Alemão.
Foram publicadas duas coletâneas da sua poesia: Momentos de busca (1983) e Estrelas no dedo (1985). Momentos de Busca foi uma coletânea que reuniu todos os seus poemas, desde a adolescência até a atualidade. As suas outras obras incluem: Mulheres Escritoras Brasileiras: Dupla Antologia de Poesia Brasileira-Inglesa, publicada em Colorado, EUA (1995) e Women Righting - Afro-Brazilian Women's Short Fiction (2005).
Ela também escreveu outras obras como o livro de ensaios BrasilAfro Autorrevelado (2010), a coletânea Mulher Mat(r)iz (2011) e, em colaboração com Arnaldo Xavier e Cuti (Luis Silva), a peça de teatro Terramara (1988).
Romances
- Bará na trilha do vento (2015);
- Maréia (2019).

Contos
- Mulher mat(r)iz (2011);
- Juntar Pedaços (2021).

Poemas
- Momento de buscas (1983);
- Estrelas no dedo (1985);
- Poemas Reunidos (2022).

Teoria
- BrasilAfro Autorevelado (2010);
- A escritora afro-brasileira: ativismo e arte literária (2016);
- Miriam Alves Plural: teoria, ensaios críticos e depoimentos (2022).

Teatro
- Terramara (1987);
- Lvr`Aberto (2001).